# Baranowskiella ehnstromi
Baranowskiella ehnstromi är en skalbaggsart som beskrevs av Sörensson 1997. Baranowskiella ehnstromi ingår i släktet Baranowskiella, och familjen fjädervingar. Arten är reproducerande i Sverige.
Arten är den minsta skalbaggen som registrerades i Europa. Den hittas i Danmark, Norge, Schweiz, Sverige, Tyskland och Österrike. Längden är ungefär 0,5 mm och bredden 0,1 mm. Skalbaggen lever i små håligheter i svampar som kuddticka (Phellinus punctatus) och sälgticka (Phellinus conchatus).